# Јерберн (Болцано)
Јерберн је насеље у Италији у округу Болцано, региону Трентино-Јужни Тирол.
Према процени из 2011. у насељу је живело 29 становника. Насеље се налази на надморској висини од 1240 м.